# Cropia subapicalis
Cropia subapicalis är en fjärilsart som beskrevs av Walker 1857. Cropia subapicalis ingår i släktet Cropia och familjen nattflyn. Inga underarter finns listade i Catalogue of Life.